# Liste der Naturdenkmale in Überlingen
| Naturdenkmale | Anzahl |
| ------------- | ------ |
| FND           | 1      |
| END           | 31     |
| Gesamt        | 32     |

Die Liste der Naturdenkmale in Überlingen nennt die verordneten Naturdenkmale (ND) der im baden-württembergischen Bodenseekreis liegenden Stadt Überlingen. In Überlingen gibt es insgesamt 32 als Naturdenkmal geschützte Objekte, davon ein flächenhaftes Naturdenkmal (FND) und 31 Einzelgebilde-Naturdenkmale (END).
Stand: 1. November 2016.

## Flächenhafte Naturdenkmale (FND)
| Name                     | Bild | Kennung     | Einzelheiten | Position | Fläche Hektar | Datum         |
| ------------------------ | ---- | ----------- | ------------ | -------- | ------------- | ------------- |
| Eggenweiler Hof          | BW   | 84350590031 | Überlingen   | ⊙        | 4,1           | 22. Apr. 1991 |
| Legende für Naturdenkmal |      |             |              |          |               |               |

## Einzelgebilde (END)
| Name                                               | Bild                                                                                                  | Kennung     | Einzelheiten                             | Position | Fläche Hektar | Datum         |
| -------------------------------------------------- | --- | ----------- | ---------------------------------------- | -------- | ------------- | ------------- |
| Alter Baumbestand: 3 Lärchen, 2 Kastanien u. Esche | | 84350590007 | Überlingen                               | ⊙        | 0,0           | 25. Aug. 1989 |
| Alter Baumbestand, 3 Schwarzpappeln u. 8 Weiden    | BW | 84350590006 | Überlingen                               | ⊙        | 0,0           | 25. Aug. 1989 |
| Alter Baumbestand                                  | | 84350590001 | Überlingen                               | ⊙        | 1,1           | 25. Aug. 1989 |
| Kissenlava-Findling                                | BW | 84350590034 | Überlingen                               | ⊙        | 0,0           | 26. Sep. 1994 |
| Weidenbestand, 17 Silberweiden                     | BW | 84350590030 | Überlingen                               | ⊙        | 0,0           | 25. Aug. 1989 |
| 1 Birnbaum                                         | BW | 84350590019 | Überlingen                               | ⊙        | 0,0           | 25. Aug. 1989 |
| 1 Birnbaum                                         | BW | 84350590023 | Überlingen                               | ⊙        | 0,0           | 25. Aug. 1989 |
| 1 Kastanie                                         | BW | 84350590027 | Überlingen                               | ⊙        | 0,0           | 25. Aug. 1989 |
| 1 Lärche Genannt: Hildegardlärche                  | [[Vorlage:Bilderwunsch/code!/C:47.815876666667,9.090025!/D:1 Lärche Genannt: Hildegardlärche !/\|BW]] | 84350590018 | Überlingen, Gemarkung Bonndorf           | ⊙        | 0,0           | 25. Aug. 1989 |
| 1 Sommerlinde, Tilia platyphyllos                  | | 84350590002 | Überlingen                               | ⊙        | 0,0           | 25. Aug. 1989 |
| 1 Sommerlinde, Tilia platyphyllos                  | BW | 84350590003 | Überlingen                               | ⊙        | 0,0           | 25. Aug. 1989 |
| 1 Sommerlinde, Tilia platyphyllos                  | BW | 84350590004 | Überlingen                               | ⊙        | 0,0           | 25. Aug. 1989 |
| 1 Sommerlinde und 1 Tulpenbaum                     | BW | 84350590005 | Überlingen                               | ⊙        | 0,0           | 25. Aug. 1989 |
| 1 Sommerlinde                                      | BW | 84350590014 | Überlingen                               | ⊙        | 0,0           | 25. Aug. 1989 |
| 1 Sommerlinde Genannt: Burkhartslinde              | | 84350590017 | Überlingen, Haldenhof Gemarkung Bonndorf | ⊙        | 0,0           | 25. Aug. 1989 |
| 1 Sommerlinde                                      | BW | 84350590020 | Überlingen                               | ⊙        | 0,0           | 25. Aug. 1989 |
| 1 Sommerlinde                                      | BW | 84350590022 | Überlingen                               | ⊙        | 0,0           | 25. Aug. 1989 |
| 1 Sommerlinde                                      | | 84350590028 | Überlingen                               | ⊙        | 0,0           | 25. Aug. 1989 |
| 1 Stieleiche, Quercus robur                        | | 84350590009 | Überlingen                               | ⊙        | 0,0           | 25. Aug. 1989 |
| 1 Stieleiche, Quercus robur                        | BW | 84350590012 | Überlingen                               | ⊙        | 0,0           | 25. Aug. 1989 |
| 1 Traubeneiche, Quercus petraea                    | BW | 84350590010 | Überlingen                               | ⊙        | 0,0           | 25. Aug. 1989 |
| 1 Winterlinde                                      | | 84350590024 | Überlingen                               | ⊙        | 0,0           | 25. Aug. 1989 |
| 2 Birnbäume                                        | BW | 84350590015 | Überlingen                               | ⊙        | 0,0           | 25. Aug. 1989 |
| 2 Kanadische Pappeln                               | BW | 84350590029 | Überlingen                               | ⊙        | 0,0           | 25. Aug. 1989 |
| 2 Sommerlinden, Tilia platyphyllos                 | BW | 84350590008 | Überlingen                               | ⊙        | 0,0           | 25. Aug. 1989 |
| 2 Sommerlinden und 1 Apfelbaum                     | BW | 84350590016 | Überlingen                               | ⊙        | 0,0           | 25. Aug. 1989 |
| 2 Sommerlinden                                     | BW | 84350590025 | Überlingen                               | ⊙        | 0,0           | 25. Aug. 1989 |
| 2 Stieleichen                                      | BW | 84350590026 | Überlingen                               | ⊙        | 0,0           | 25. Aug. 1989 |
| 3 Birnbäume, Pyrus communis var. domestica         | BW | 84350590013 | Überlingen                               | ⊙        | 0,0           | 25. Aug. 1989 |
| 3 Sommerlinden, Tilia platyphyllos                 | BW | 84350590011 | Überlingen                               | ⊙        | 0,0           | 25. Aug. 1989 |
| 3 Sommerlinden                                     | | 84350590021 | Überlingen                               | ⊙        | 0,0           | 25. Aug. 1989 |
| Legende für Naturdenkmal                           | |             |                                          |          |               |               |